# Франко Коломбу
Франко Коломбу (англ. Franco Columbu) (7 серпня 1941 Оллолаї, Сардинія, Італія — 30 серпня 2019) — американський культурист італійського походження, актор, стронґмен. Дворазовий Містер Олімпія.

## Життєпис
Народився на Сардинії. Змалку був пастухом, потім став боксером. Відтак брав участь у змаганнях ломусів-силовиків (паверлифтерів). Працюючи в Європі, познайомився зі Шварценеггером. Потім приїхав до Арнольда в Америку й, за свідченням того таки Шварценеггера, він допоміг Коломбові стати професійним культуристом. Коломбу вважали за одного з найсильніших культуристів 1970-х років. Він перемагав у конкурсі «Містер Олімпія» у своїй категорії, але програв Шварценеггерові в абсолюті, ймовірно через маленький зріст. Пробував фільмуватися в кіно. Зокрема, грав зі Шварценеггером в епізодах фільмів «Людина, що біжить» (оператор телевізійного обладнання), «Термінатор» (термінатор, що розстріляв схованку людей у спогадах Кайла Риза), «Конан-варвар» (пікт-розвідник), у головній ролі Франка Аманди Беретти в «Острові Беретта» тощо.
Коломбу здобув лікарський фах та став лікарем-практиком.
30 серпня 2019 року у віці 78 років Франко Коломбу помер. Про це повідомив Арнольд Шварценеггер на своїй офіційній сторінці в Instagram.

## Деякі подробиці
Коломбу міг силою легенів порвати гумову грілку.
Коли на Коломбу та його знайомих напав грабіжник (не помітивши Коломбові потуги через його зріст), Коломбу ударом кулака розтрощив грабіжникові щелепу.
Коломбу брав участь у видовищі («шоу») про сильних людей. Там він бігав, прив'язавши до спини холодильника. Через це пошкодив коліно, але зміг відновитися та брати участь у культуристських змаганнях.
Певний час Коломбу тренував Сильвестра Сталлоне.